# Senjōgahara
Senjōgahara (戦場ヶ原) est un haut plateau du Japon situé sur l'île de Honshū, dans la ville de Nikkō. Zone humide intégrée, depuis 2005, au site Ramsar Oku-Nikkō Shitsugen du parc national de Nikkō, il résulte de l'assèchement d'un lac de barrage naturel formé il y a environ 17 000 ans sous l'action éruptive du mont Nantai. Cet espace naturel protégé, d'intérêt floristique et ornithologique, est aménagé pour faciliter la randonnée pédestre et l'observation de la nature.

## Toponymie
Une ancienne légende, vivace dans les anciennes provinces japonaises de Shimotsuke et Kōzuke, raconte que deux divinités shintō s'affrontèrent pour la possession du lac Chūzenji, les deux Yama-no-kami : le mont Nantai et le mont Akagi. Consulté par le gongen Nantai mis en difficulté par son adversaire, le dieu Kashima Daimyōjin lui conseilla d'appeler à la rescousse le talentueux chasseur Sarumaru. Nantai-san, dissimulé sous la forme d'un cerf blanc, attira ce dernier au cœur des monts Nikkō, dans une plaine où le combat reprit. Transformé en un serpent géant, il fit face au mont Akagi, changé en un gigantesque mille-pattes. Sarumaru mit le dieu Akagi en déroute d'une flèche dans l'œil gauche. Le sang d'Akagi répandu dans la plaine donna naissance à une zone marécageuse appelée le marais rouge, et le souvenir de ce duel resta attaché aux monts Nikkō dont la plaine centrale fut nommée : Senjōgahara (戦場ヶ原, lit. « plaine champ de bataille »),.

## Géographie

### Situation
Senjōgahara est situé dans le Nord de la région de Kantō, sur l'île de Honshū, environ 120 km au nord de l'agglomération de Tokyo. Dans l'Ouest de la ville de Nikkō (préfecture de Tochigi), ce haut plateau s'étend sur une superficie d'environ 4,4 km2, à l'altitude de 1 400 m, dans la partie centrale des monts Nikkō, 2,2 km au nord du lac Chūzenji et 1 km au nord-ouest du volcan Nantai,,.
La route nationale 120, une portion de la « route romantique du Japon » qui relie Nikkō à Numata (préfecture d'Aichi), traverse l'Est de Senjōgahara et offre un accès routier au site dont le marais rouge constitue un point d'entrée.

Senjōgahara vu du ciel.
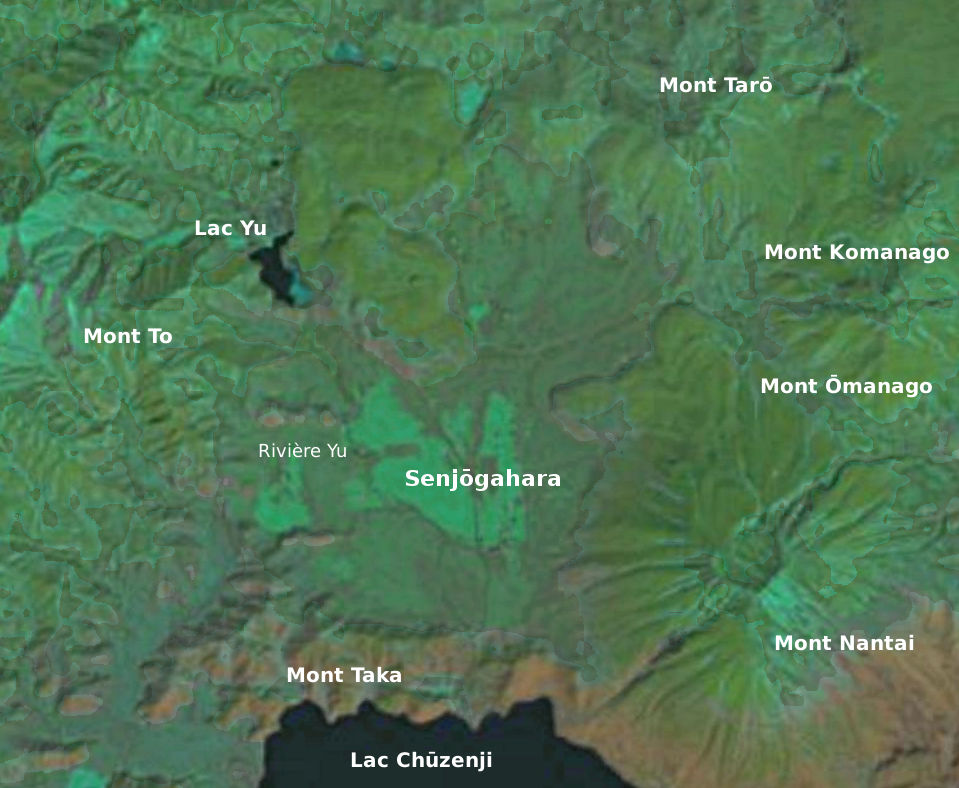
Vue satellitaire (mars 2016).
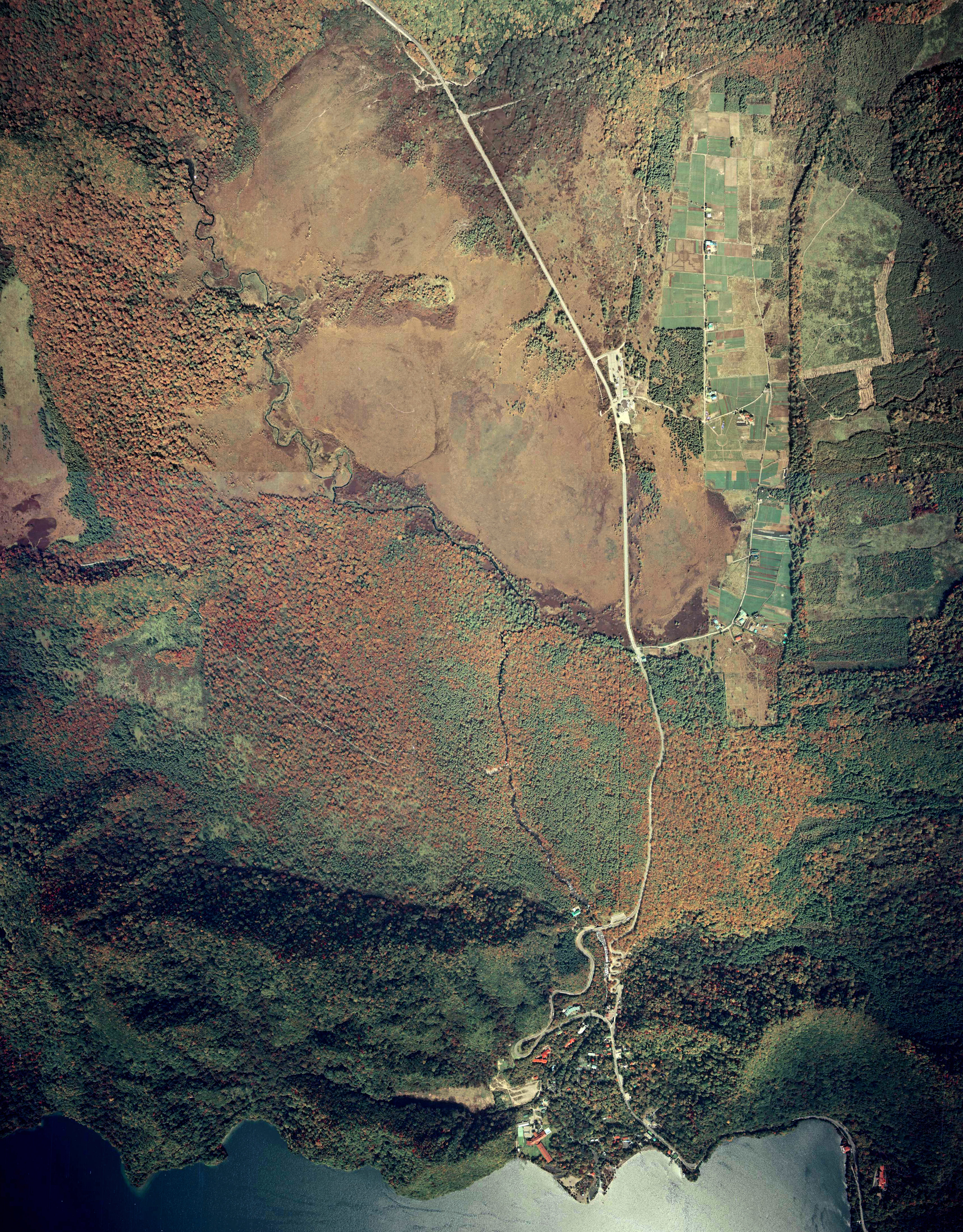
Vue aérienne (octobre 1976).
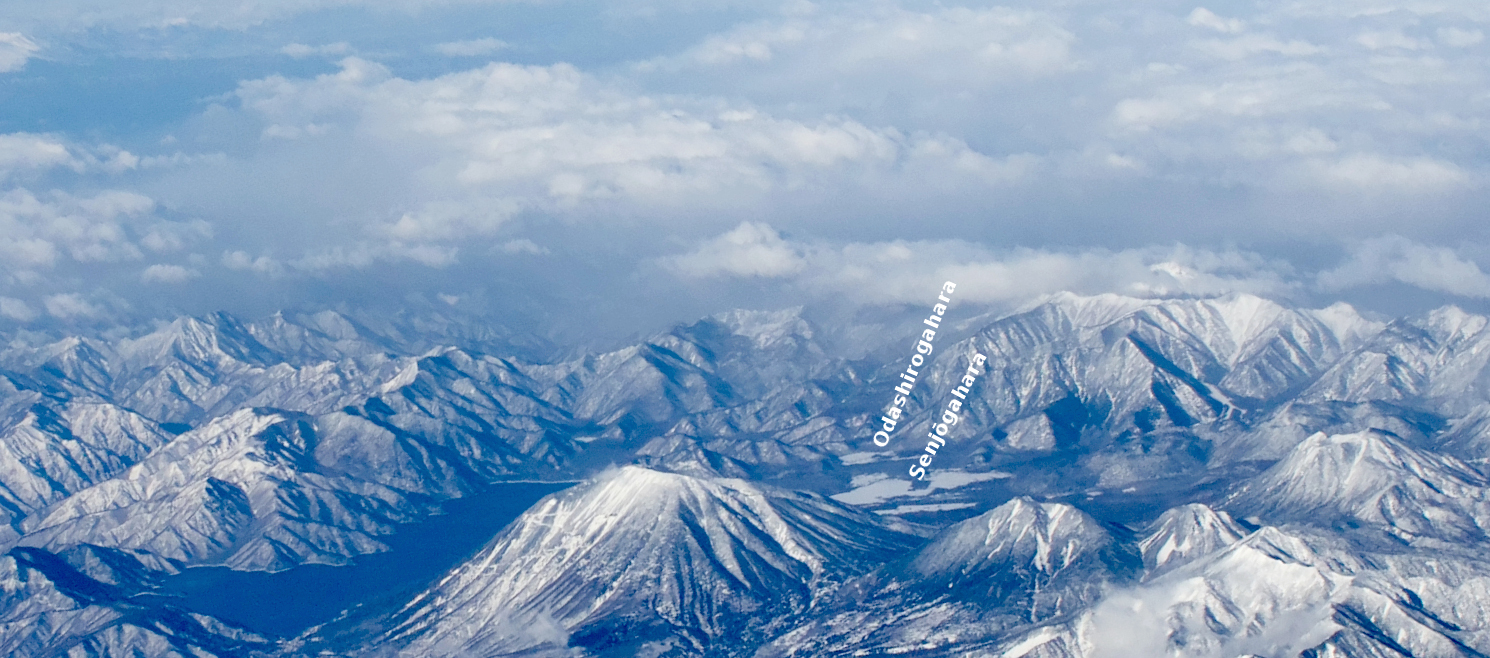
Dans les monts Nikkō, au nord du lac Chūzenji (mars 2011).

### Climat

Senjōgahara : printemps, été, automne, hiver.
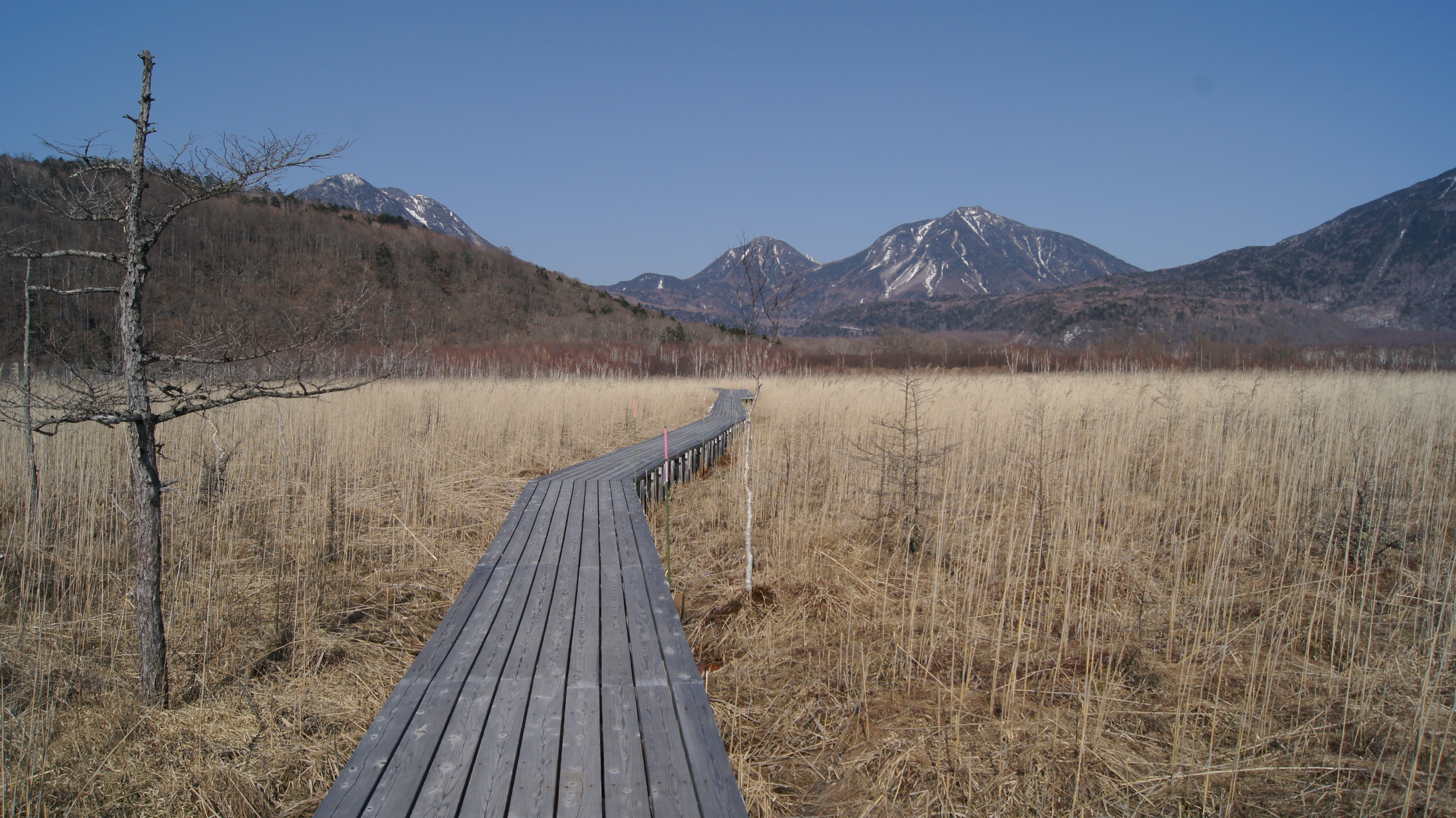
Vue des monts Komanago (centre) et Ōmanago, au printemps.
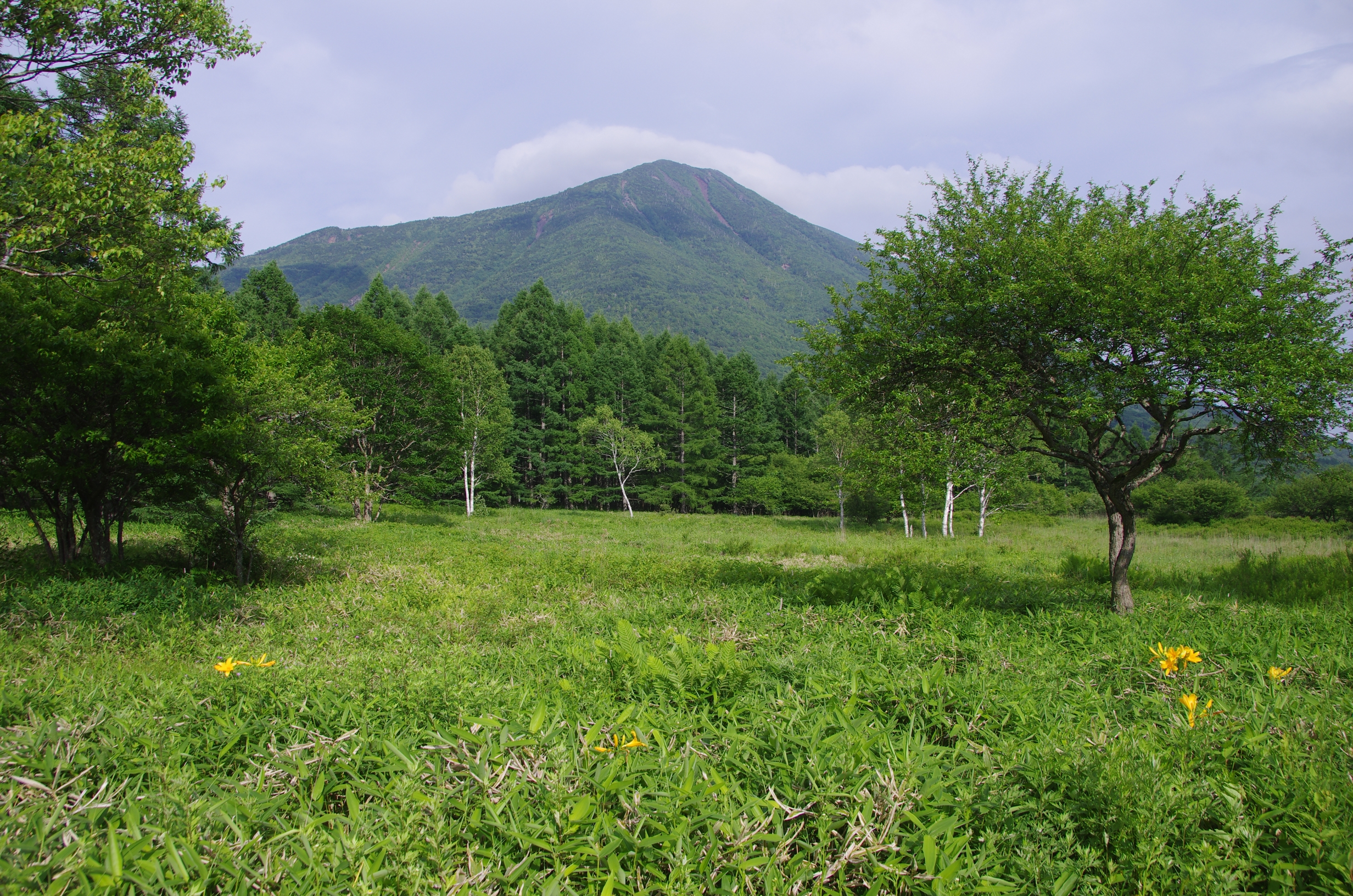
Vue du mont Nantai, en été.
- Lever de soleil sur le plateau Senjō, en automne.
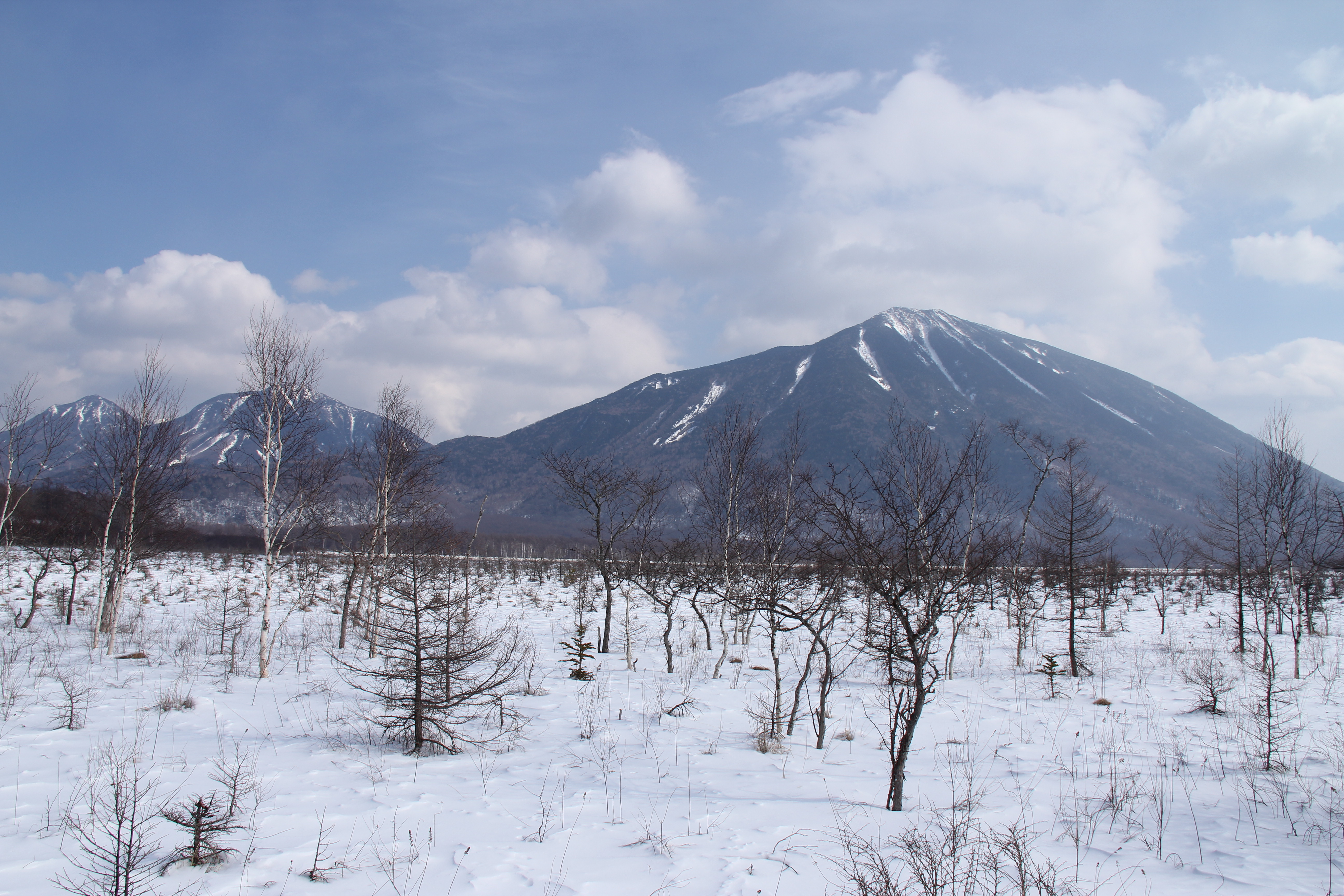
Vue des monts Komanago (gauche), Ōmanago et Nantai, en hiver.

Le climat du haut plateau Senjō correspond à celui d'Oku-Nikkō, la partie sud-ouest de la ville de Nikkō. Il est du type continental humide. La température annuelle moyenne est d'environ 7 °C et les précipitations annuelles sont de 2 169 mm. En été le mercure peut grimper jusqu'à 23 °C. L'hiver, le plateau est entièrement recouvert par la neige et la température baisse jusqu'à −9 °C en moyenne. Des températures hivernales avoisinant parfois les −20 °C en font l'une des régions les froides de l'île de Honshū.
| Mois                                | jan.  | fév.  | mars  | avril | mai   | juin  | jui.  | août  | sep.  | oct.  | nov.  | déc.  | année   |
| ----------------------------------- | ----- | ----- | ----- | ----- | ----- | ----- | ----- | ----- | ----- | ----- | ----- | ----- | ------- |
| Température minimale moyenne (°C)   | −8,1  | −8,8  | −5,1  | 0,1   | 5,1   | 10,1  | 14,4  | 15,3  | 11,6  | 5,1   | −0,2  | −5    | 2,9     |
| Température moyenne (°C)            | −4,1  | −3,9  | −0,7  | 5     | 9,9   | 13,7  | 17,7  | 18,7  | 14,9  | 9,1   | 4     | −1    | 6,9     |
| Température maximale moyenne (°C)   | −0,4  | 0     | 3,6   | 10    | 14,8  | 17,7  | 21,6  | 22,6  | 18,6  | 13,2  | 8,2   | −2,9  | 10,3    |
| Ensoleillement (h)                  | 170,2 | 162,1 | 188,1 | 185,9 | 167,8 | 107   | 108,3 | 128,3 | 100,4 | 128,9 | 152,7 | 164,7 | 1 764,4 |
| Précipitations (mm)                 | 52,3  | 58,8  | 109,4 | 157,8 | 174,6 | 220,9 | 277   | 394,2 | 363,2 | 201,8 | 107,6 | 51,4  | 2 169   |
| dont neige (cm)                     | 114   | 124   | 113   | 23    | 0     | 0     | 0     | 0     | 0     | 1     | 12    | 62    | 449     |
| Nombre de jours avec précipitations | 15    | 15    | 19    | 16    | 16    | 20    | 23    | 20    | 22    | 15    | 11    | 10    | 202     |
| Humidité relative (%)               | 65    | 65    | 66    | 68    | 75    | 85    | 87    | 87    | 87    | 80    | 71    | 66    | 75      |
| Nombre de jours avec neige          | 25,1  | 21,8  | 29,9  | 6,8   | 0,8   | 0     | 0     | 0     | 0     | 0,6   | 6,5   | 20    | 101,5   |
| Nombre de jours avec brouillard     | 2,8   | 4,8   | 5,8   | 9,4   | 12,9  | 14,7  | 17,6  | 15,3  | 14,9  | 11,4  | 6,6   | 4,3   | 120,3   |

| Diagramme climatique                                  |           |              |            |              |               |             |               |               |              |              |            |
| J                                                     | F         | M            | A          | M            | J             | J           | A             | S             | O            | N            | D          |
| −0,4−8,152,3                                          | 0−8,858,8 | 3,6−5,1109,4 | 100,1157,8 | 14,85,1174,6 | 17,710,1220,9 | 21,614,4277 | 22,615,3394,2 | 18,611,6363,2 | 13,25,1201,8 | 8,2−0,2107,6 | −2,9−551,4 |
| Moyennes : • Temp. maxi et mini °C • Précipitation mm |           |              |            |              |               |             |               |               |              |              |            |

### Hydrographie
Le haut plateau Senjō est une zone humide traversée du nord au sud par la rivière Yu, un cours d'eau qui prend sa source au lac Yu, un lac d'origine volcanique de l'Ouest des monts Nikkō, s'écoule en direction du sud-est sur 11,2 km, et se jette dans le lac Chūzenji. Dans sa partie sud-est, le marais rouge, vestige d'un ancien lac apparu à la fin de la phase orogénique du volcan Nantai, déverse son trop-plein d'eau dans un ruisseau dont le cours rejoint la rivière Yu. La rivière Sasaka, un petit cours d'eau collecteur des eaux de ruissellement du mont Mitsu, alimente l'étang Kōtoku et termine son parcours d'environ 2 km dans le nord de cette bande de terre saturée d'eau. Dans le nord-ouest de celle-ci, au pied du mont To, l'étang Izumiyado constitue un autre réservoir d'eau pour la rivière Yu.

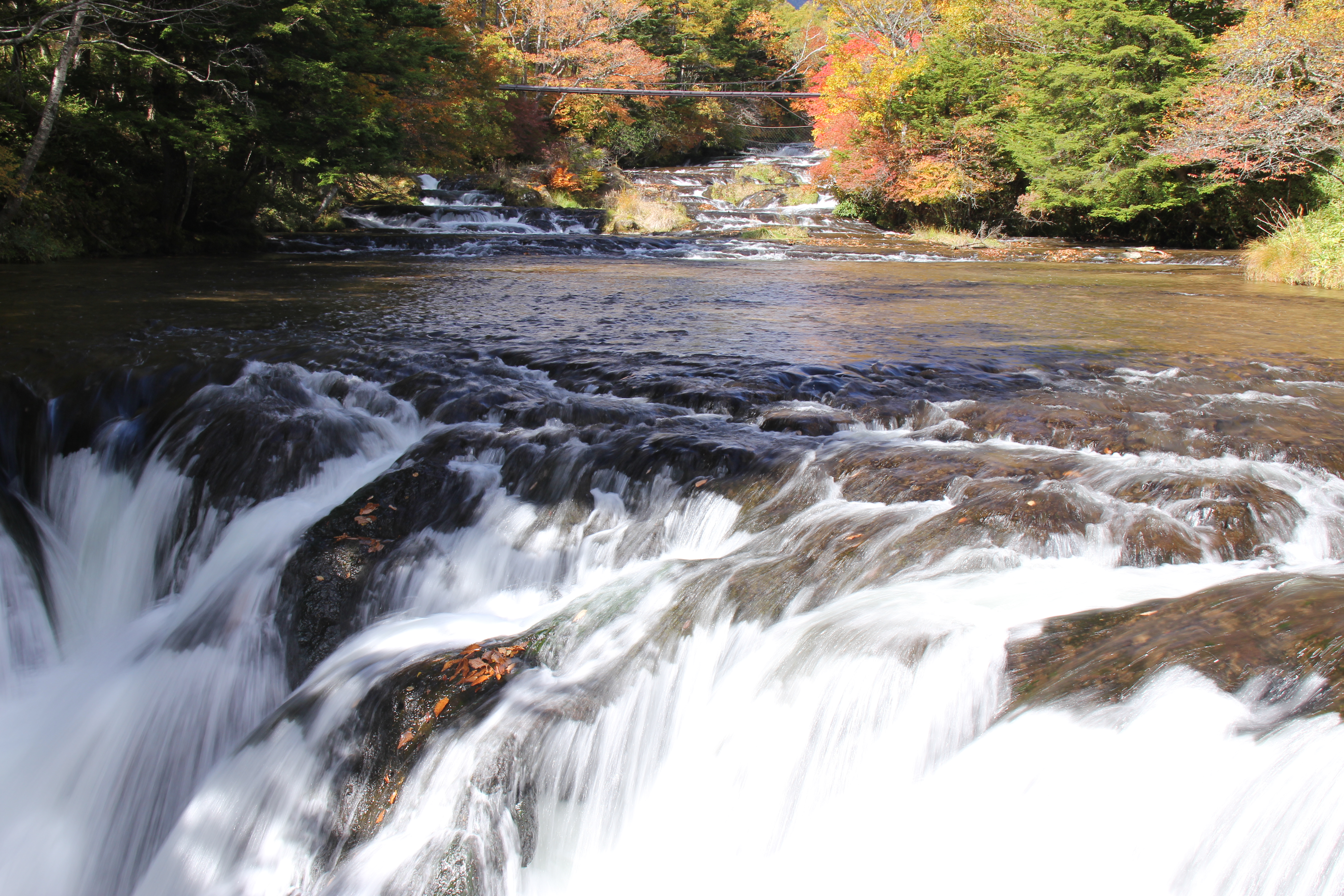
La rivière Yu, en automne.
- Ciel étoilé au-dessus de l'étang Izumiyado, en hiver.
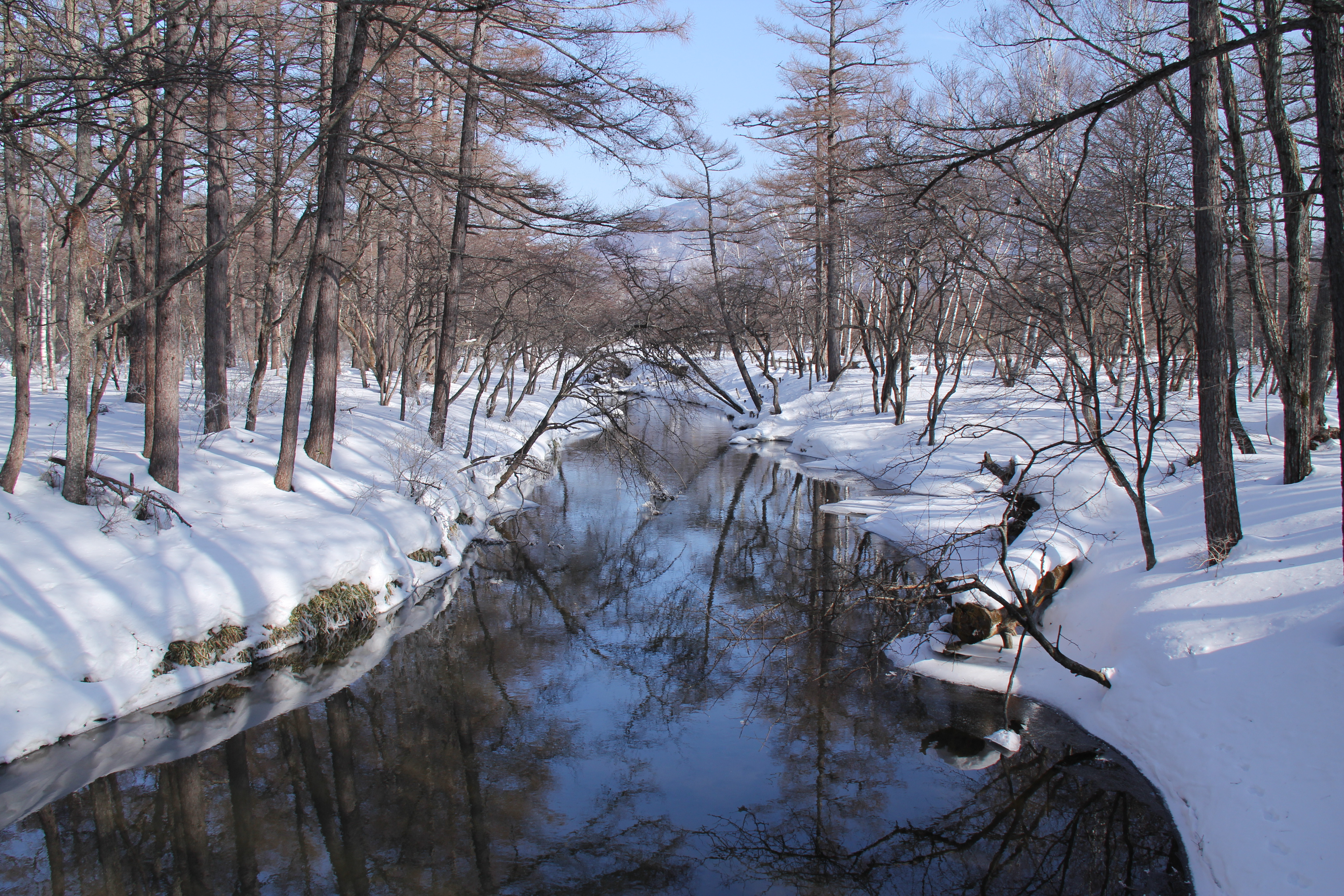
La rivière Yu, en hiver.

### Milieu naturel

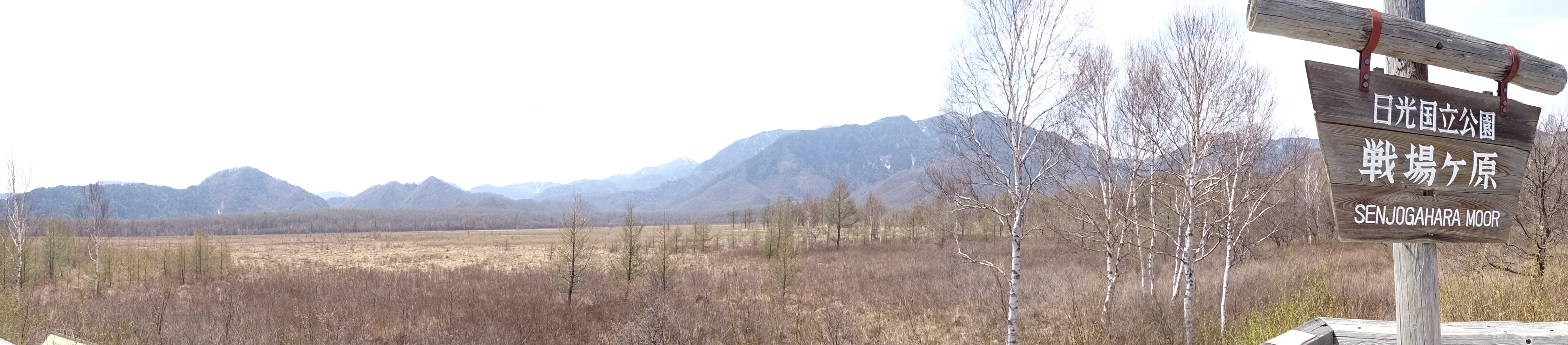
Vue panoramique de Senjōgahara.

Situé dans le Sud du parc de Nikkō, un parc national administré par le ministère de l'Environnement du Japon depuis 1934, Senjōgahara constitue un biotope favorable à la cohabitation de nombreuses espèces d'oiseaux sauvages ; ses marécages et ses étendues de verdure arborées offrent un terrain fertile pour diverses variétés de plantes. Il est classé par le gouvernement « zone de protection spéciale »,.
Le haut plateau Senjō fait partie d'Oku-Nikkō, une aire naturelle protégée dans l'Ouest de la ville de Nikkō, dont les zones humides forment, depuis 2005, l'un des sites Ramsar du Japon,.

#### Flore
Senjōgahara et son environnement naturel immédiat se composent essentiellement de prairies, de formations végétales aquatiques et de bosquets. Des bouleaux verruqueux (Betula pendula), des hêtres du Japon  (Fagus crenata), des sapins de Nikko (Abies homolepis), des chênes, des chèvrefeuilles bleus (Lonicera caerulea), des éleuthérocoques, et des saules extrême-Orientaux (Salix integra) se mêlent aux cerisiers des montagnes d'Ezo (Prunus sargentii), aux Prunus maximowiczii, aux azalées (Rhododendron wadanum et Rhododendron kaempferi), aux millepertuis, et aux érables (érable oriental à bourgeons gris (Acer rufinerve) et Acer argutum) et forment une configuration végétale dont les couleurs d'automne ravissent chaque année les nombreux randonneurs,.
Au printemps, fleurissent la violette de Corée (Viola grypoceras), le fraisier du Japon (Fragaria nipponica), la gentiane de Zollinger (Gentiana zollingeri), la viorne obier (Viburnum opulus) ; dans les sous-bois, des groupes de diverses espèces d'iris se forment parmi les séneçons de Nikkō (Nemosenecio nikoensis), les trientales d'Europe (Trientalis europaea), l'oseille des bois (Oxalis acetosella), les sceaux de Salomon odorant (Polygonatum odoratum). En été, c'est au tour de la brunelle commune (Prunella vulgaris), la balsamine des bois (Impatiens noli-tangere), Hydrangea paniculata, du rosier multiflore (Rosa multiflora), la grande pimprenelle (Sanguisorba officinalis), l'andromède (Andromeda polifolia), la picride fausse épervière (Picris hieracioides), la renouée bistorte (Bistorta officinalis), la ciguë aquatique (Cicuta virosa) et du jasmin des poètes (Philadelphus coronarius) de produire leurs fleurs, suivis, en automne, par la renouée du Japon (Fallopia japonica),. Des multitudes de plantes herbacées telles que la linaigrette engainée (Eriophorum vaginatum), la mélique penchée (Melica nutans), la droséra à feuilles rondes (Drosera rotundifolia), une plante carnivore, le roseau commun (Phragmites australis), l'impérate cylindrique (Imperata cylindrica), l'onagre bisannuelle (Oenothera biennis) et Maianthemum dilatatum recouvrent les espaces prairiaux du plateau Senjō.

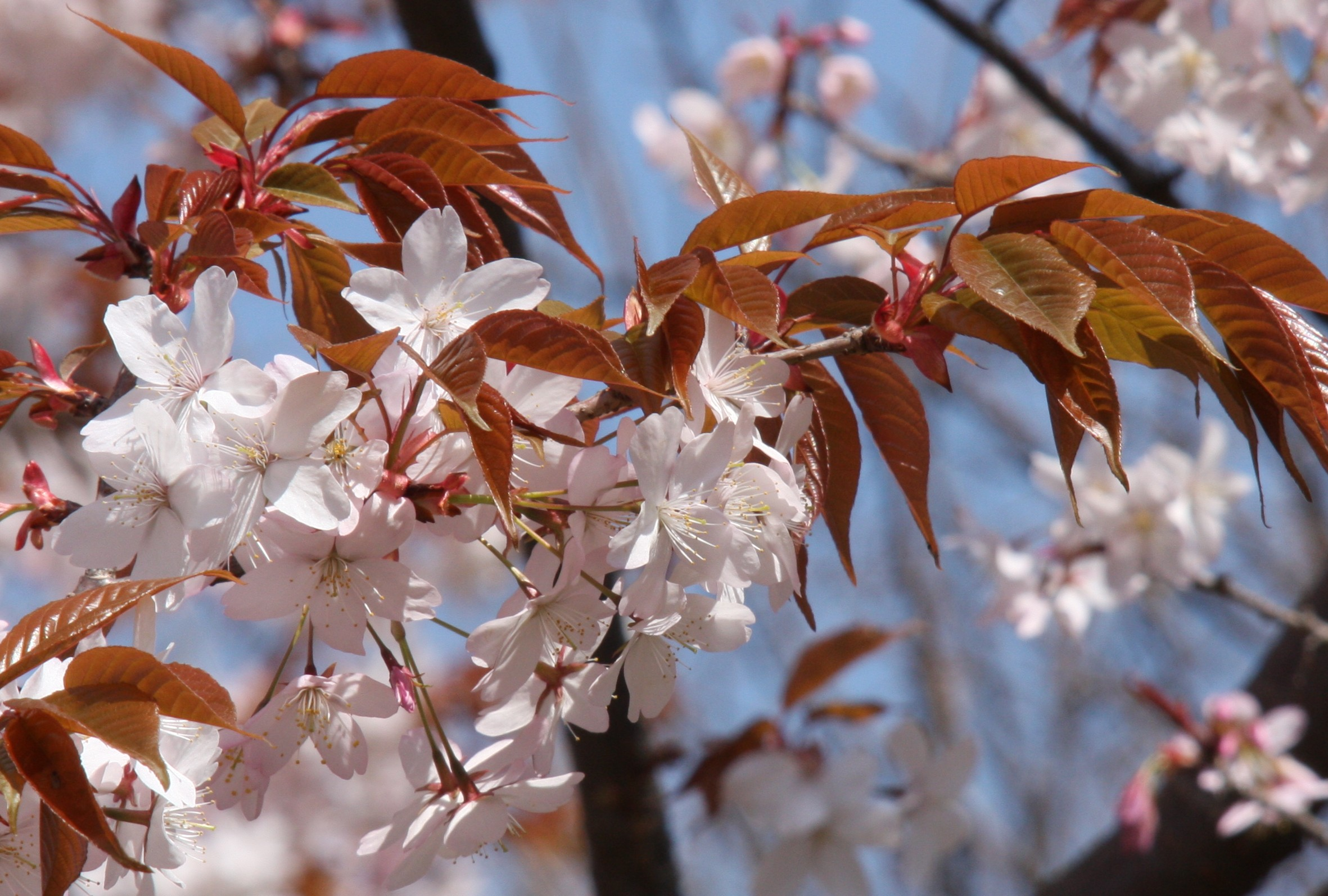
Fleurs de cerisier des montagnes d'Ezo (Prunus sargentii).
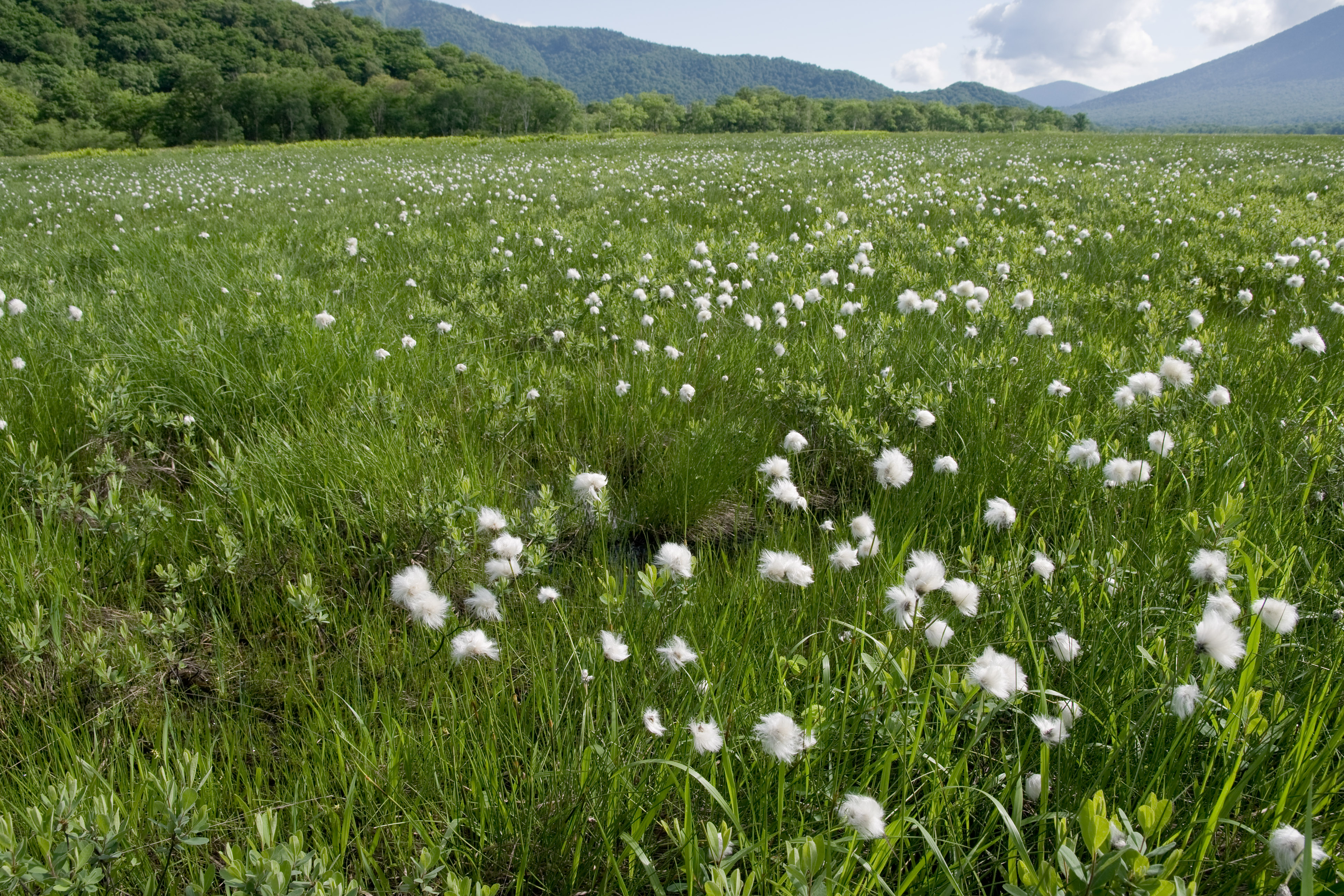
Champ de linaigrettes engainées (Eriophorum vaginatum).
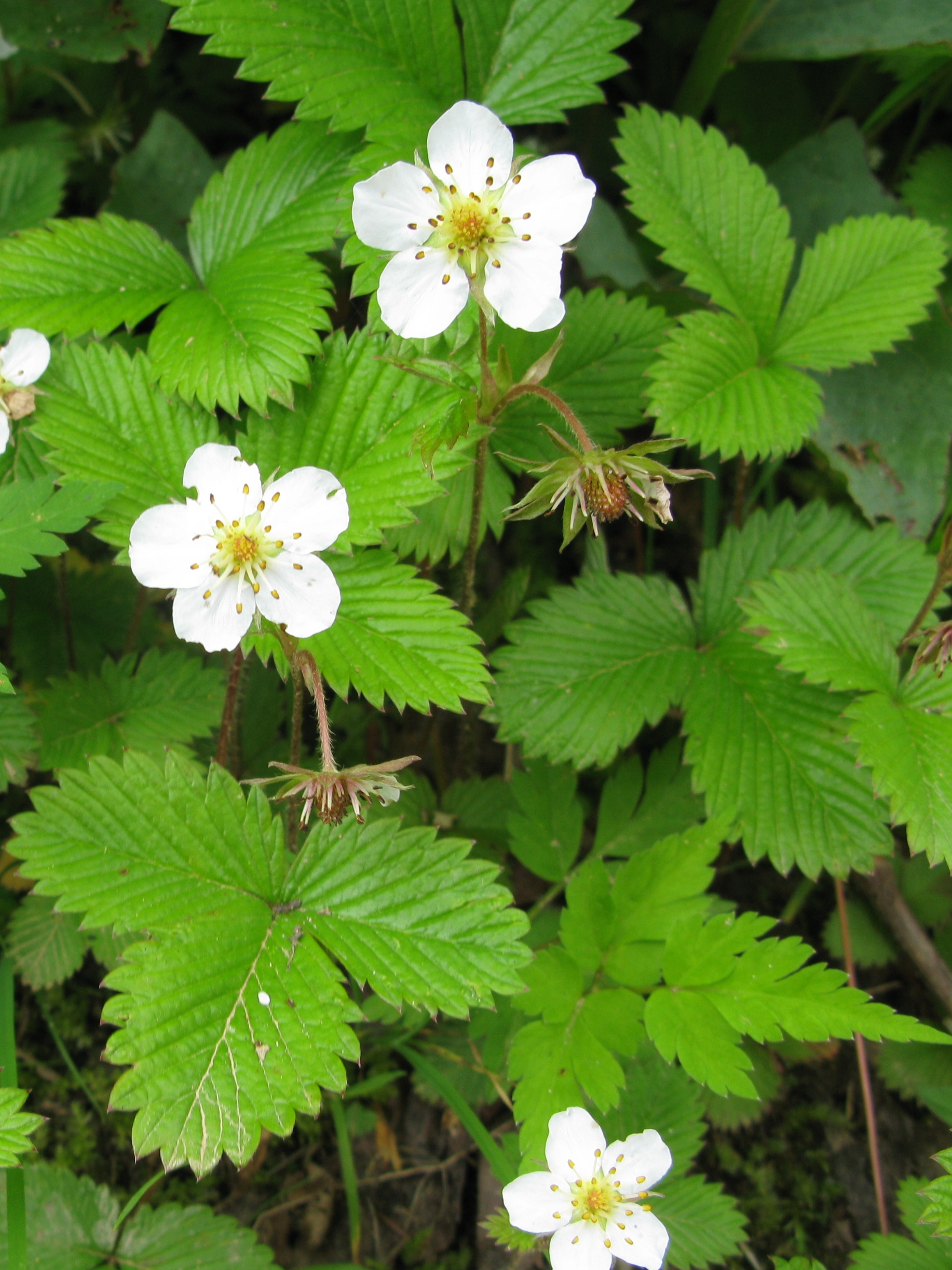
Le fraisier du Japon (Fragaria nipponica).
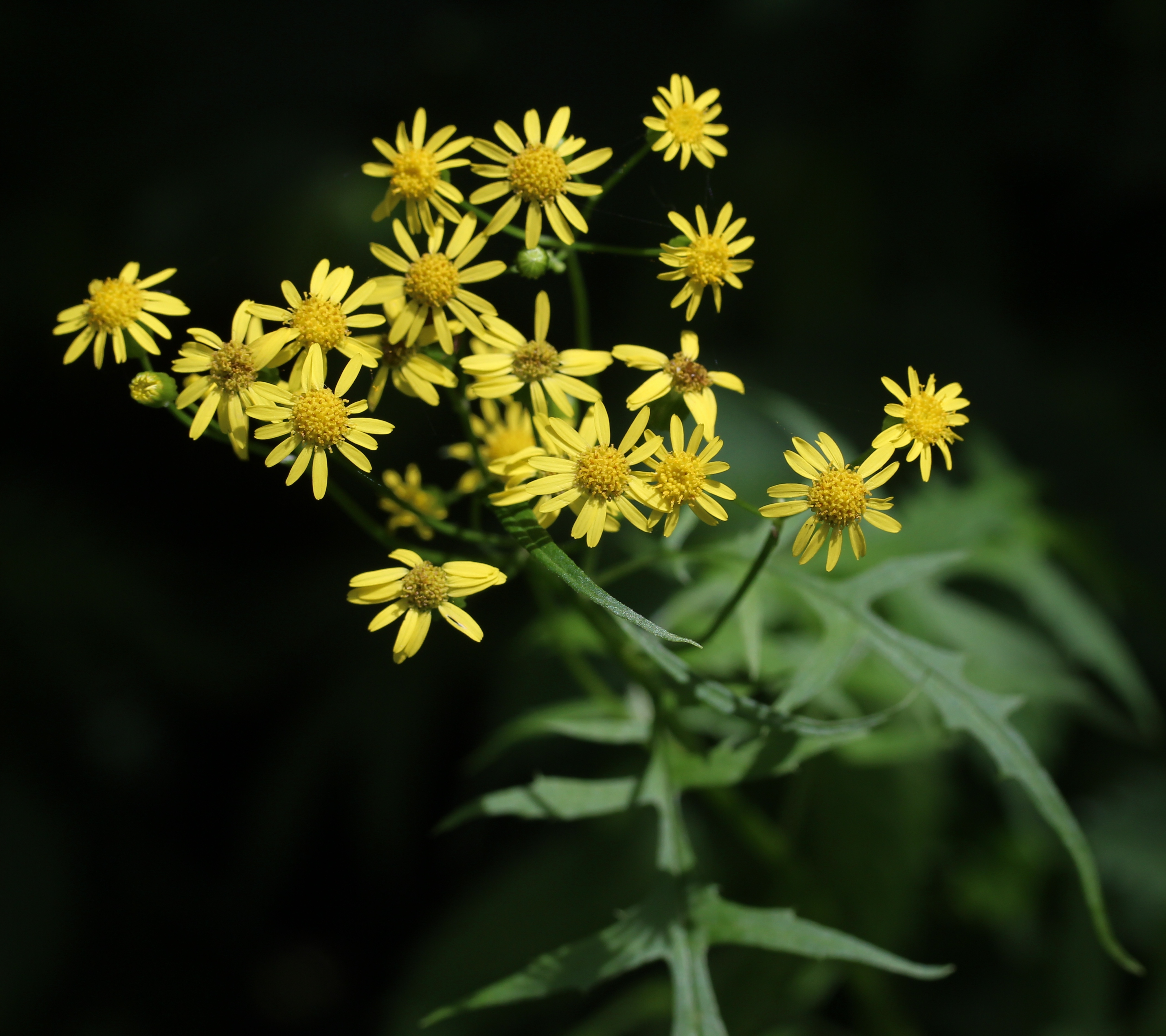
Fleurs de séneçons de Nikkō (Nemosenecio nikoensis).

#### Faune
Senjōgahara fournit des ressources alimentaires abondantes aux mammifères communs dans la région comme le cerf Sika (Cervus nippon), le renard, le macaque japonais (Macaca fuscata), le lièvre du Japon (Lepus brachyurus) et le blaireau japonais (Meles anakuma). Bien que devenus rares, la martre du Japon (Martes melampus) et l'ours noir d'Asie (Ursus thibetanus) peuvent être aperçus.
Senjōgahara est un environnement naturel pour de nombreuses espèces d'oiseaux. Des passereaux tels que la mésange boréale (Poecile montanus), la mésange noire (Periparus ater), la mésange de Chine (Parus minor), la sittelle torchepot (Sitta europaea), le grimpereau des bois (Certhia familiaris), le zostérops du Japon (Zosterops japonicus), le cincle de Pallas (Cinclus pallasii), le bouvreuil pivoine (Pyrrhula pyrrhula), le geai des chênes (Garrulus glandarius), le corbeau à gros bec (Corvus macrorhynchos), le jaseur boréal (Bombycilla garrulus), le jaseur du Japon (Bombycilla japonica), la grive à ailes rousses (Turdus eunomus), le gros-bec casse-noyaux (Coccothraustes coccothraustes), le roselin à longue queue (Carpodacus sibiricus), et le pinson du Nord (Fringilla montifringilla) y font leurs nids,. Le coucou gris (Cuculus canorus), le coucou de l'Himalaya (Cuculus saturatus), l'aigle barbu (Haliaeetus albicilla), la chouette de l'Oural (Strix uralensis), l'épervier d'Europe (Accipiter nisus), le milan noir (Milvus migrans), la buse du Japon (Buteo japonicus), le martin-pêcheur d'Europe (Alcedo atthis), le grand Cormoran (Phalacrocorax carbo), les pics épeiche (Dendrocopos major), à dos blanc (Dendrocopos leucotos), awokéra (Picus awokera) et kisuki (Dendrocopos kizuki) habitent aussi la zone humide et ses environs,,. Sur la surface des eaux du marais, des canards colverts (Anas platyrhynchos), à bec tacheté (Anas poecilorhyncha), mandarins (Aix galericulata) et siffleurs (Anas penelope), le fuligule morillon (Aythya fuligula) et la sarcelle d'hiver (Anas crecca) nagent à la recherche de nourriture, tandis que le héron cendré (Ardea cinerea), la bécassine solitaire (Gallinago solitaria), la bécassine du Japon (Gallinago hardwickii), le phalarope à bec étroit (Phalaropus lobatus) et le chevalier de Sibérie (Tringa brevipes) fouillent les sols humides.

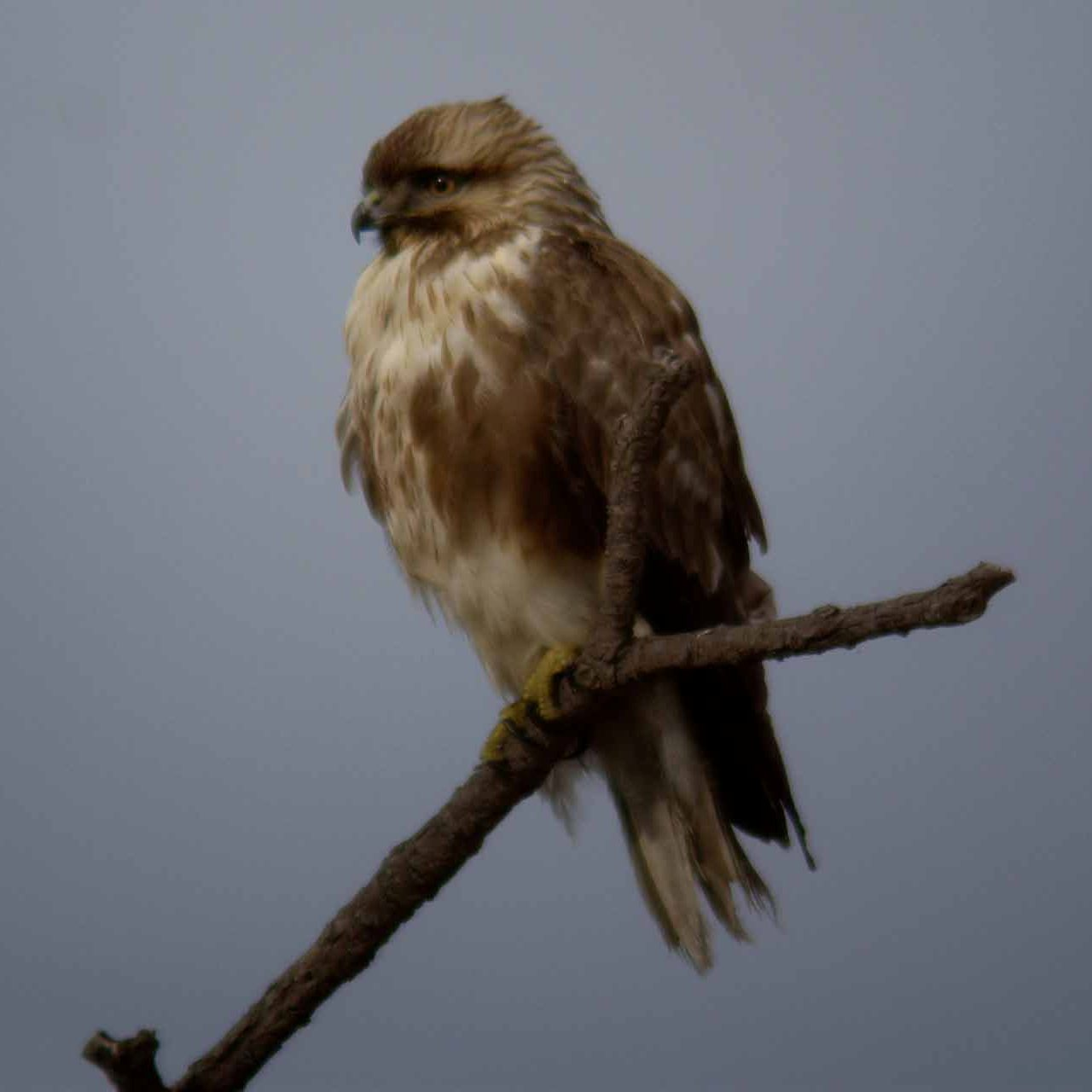
La buse du Japon (Buteo japonicus).
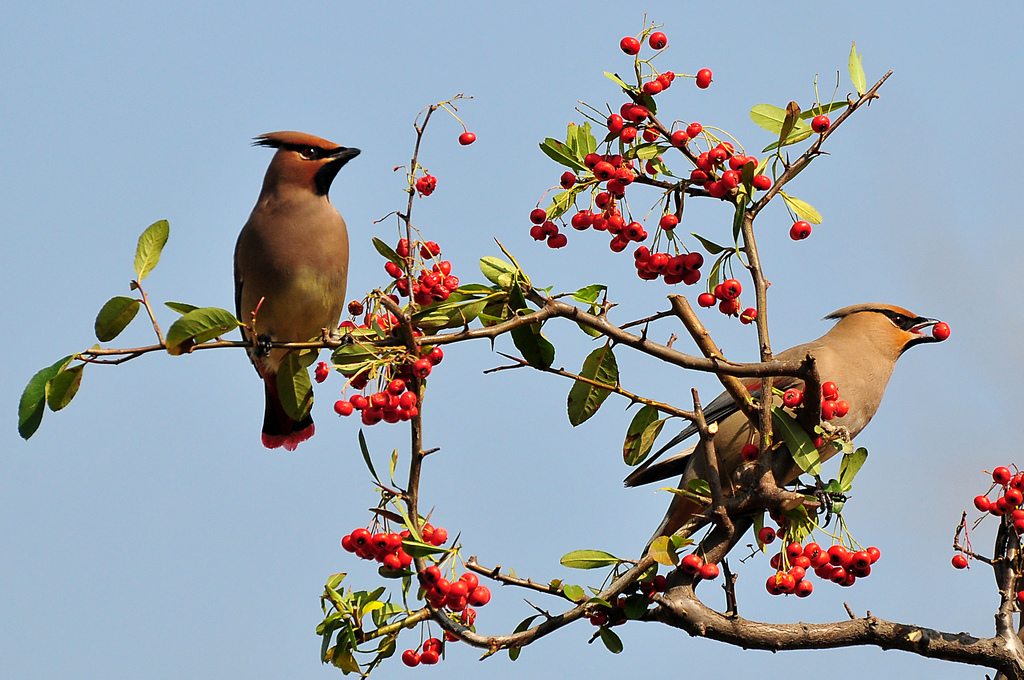
Le jaseur du Japon (Bombycilla japonica).
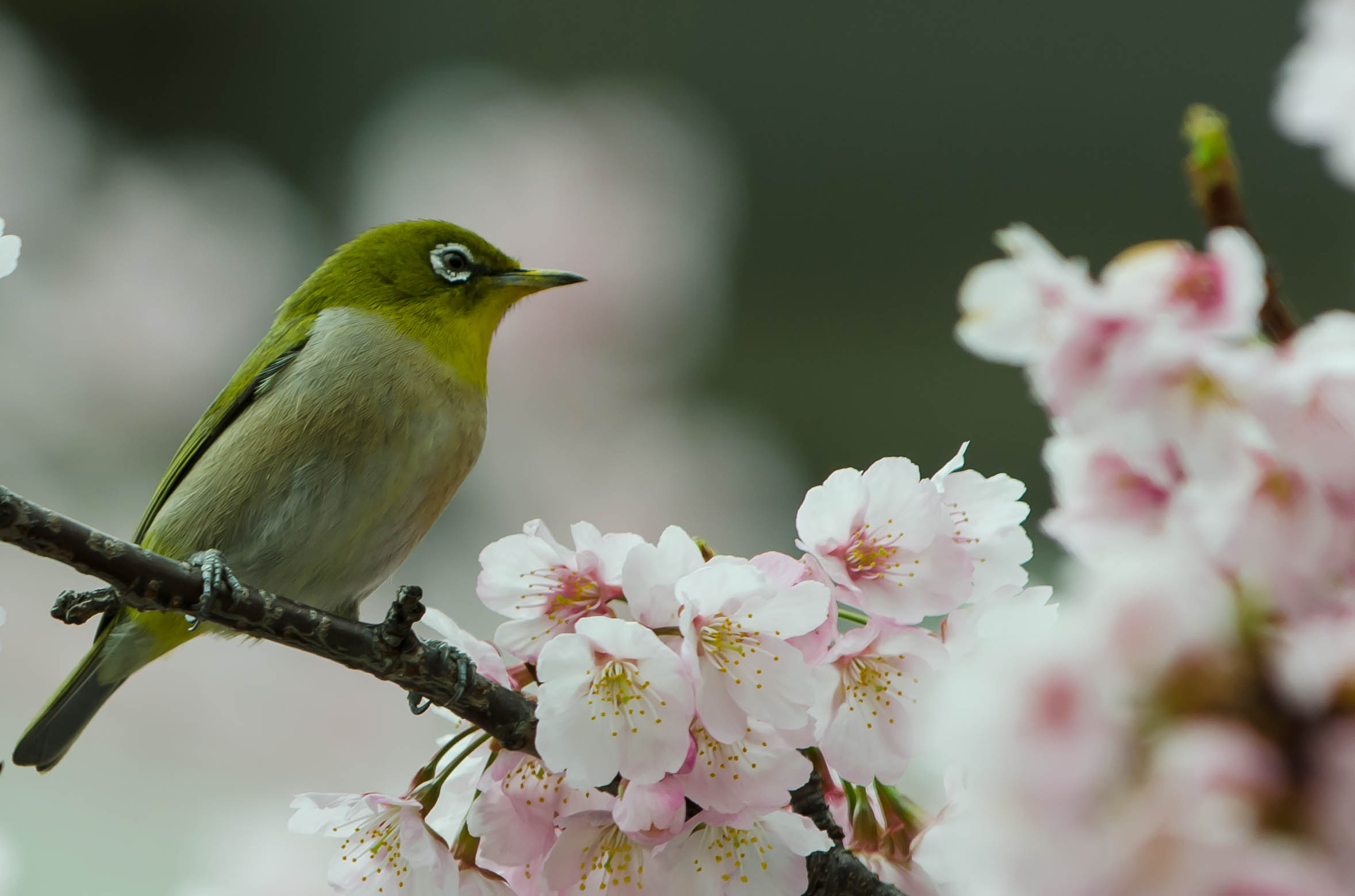
Le zostérops du Japon (Zosterops japonicus).
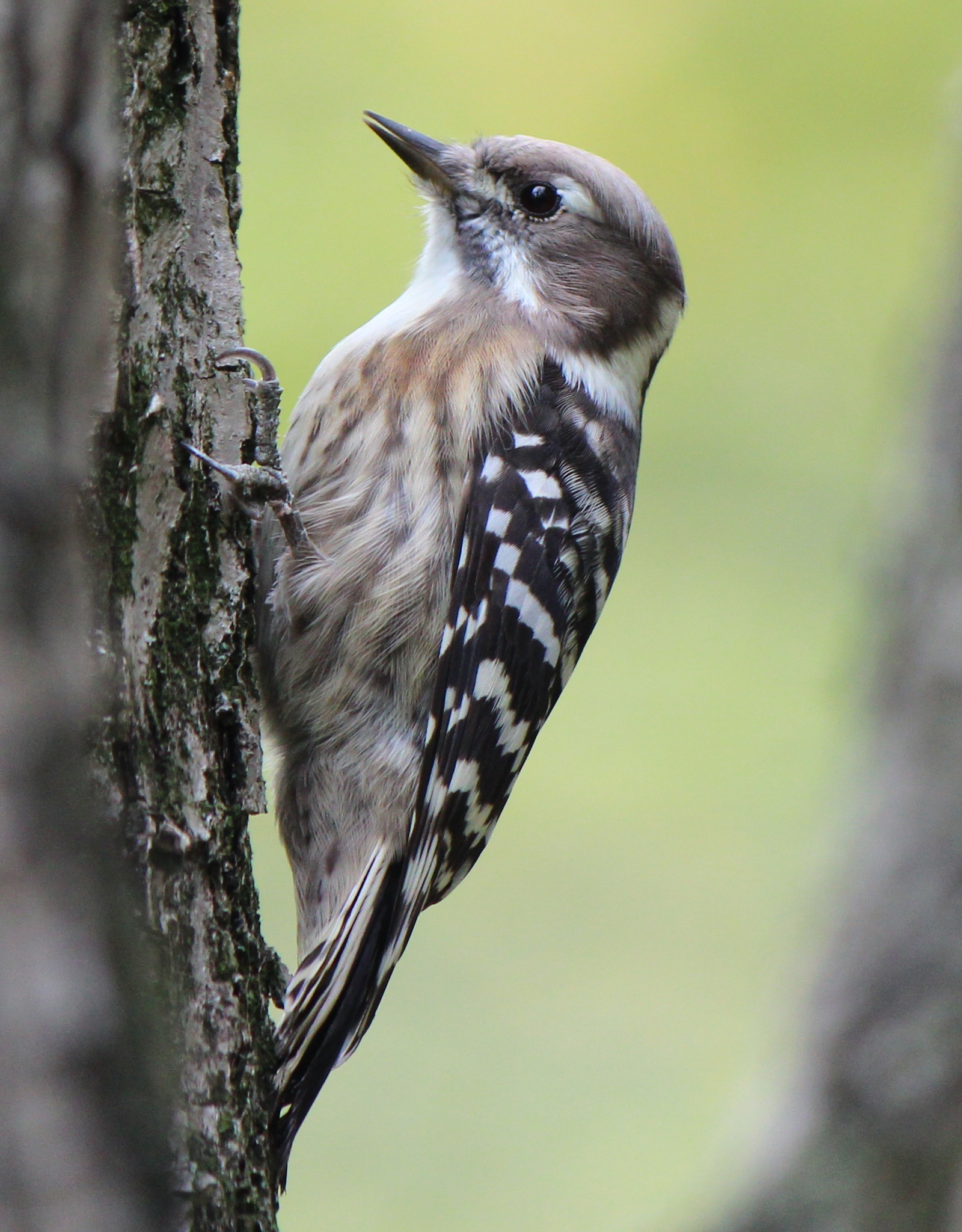
Le pic kisuki (Dendrocopos kizuki).

La flore de l'étendue marécageuse, qui s'épanouit au printemps et en été, attirent des papillons comme la vanesse du peuplier (Nymphalis l-album), le paon du jour (Aglais io), le papillon lune du Japon (Actias artemis), l'écaille martre (Arctia caja), Papilio maackii, le sylvain des spirées (Neptis rivularis), le moyen nacré (Fabriciana adippe), Parantica sita, le morio (Nymphalis antiopa). Des insectes coléoptères du genre Dorcus, Meloe ou Lucanus, des libellules (Sympetrum frequens, Sympetrum infuscatum), des cigales, et des sauterelles prospèrent aux bords des poches d'eau stagnante et dans les bosquets.
Les roselières de ce marais, les berges de la rivière Yu qui le traverse et les bois des environs, typiques des zones tempérées, constituent un milieu naturel favorable au développement de populations d'amphibiens tels que « la grenouille verte des arbres » (Rhacophorus arboreus), la grenouille brune de montagne (Rana ornativentris), le crapaud commun du Japon (Bufo japonicus), et la salamandre noire du Japon (Hynobius nigrescens). L'endroit abrite aussi des reptiles comme les serpents non venimeux Elaphe climacophora et quadrivirgata, le serpent ratier des forêts du Japon (Euprepiophis conspicillata), le serpent venimeux Rhabdophis tigrinus,.

## Histoire
Il y a environ 23 000 ans, le volcan Nantai émerge du sol de l'arc volcanique Nord-Est de l'île de Honshū,. Les rivières Yu et Daiya ne forment qu'un seul cours d'eau qui s'oriente vers le nord-est aux environs de l'actuel emplacement des chutes de Kegon,. Cette première phase d'activité volcanique du mont Nantai se termine il y a 17 000 ans avec des éruptions particulièrement explosives dont les éjectas façonnent le relief environnant,,. Au cours de cette brève période de formation et d'activité, les épanchements magmatiques du mont Nantai interrompent le cours de la rivière qui serpente au pied de sa face sud. L'eau qui s'accumule le long de ce barrage naturel forme le lac Chūzenji et deux autres étendues d'eau qui, par accumulation du produit de l'érosion de roches volcaniques, et par décomposition et sédimentation de plantes aquatiques, se transforment au fil du temps en plaines marécageuses : Senjōgahara et Odashirogahara,,.

## Activités

### Randonnée

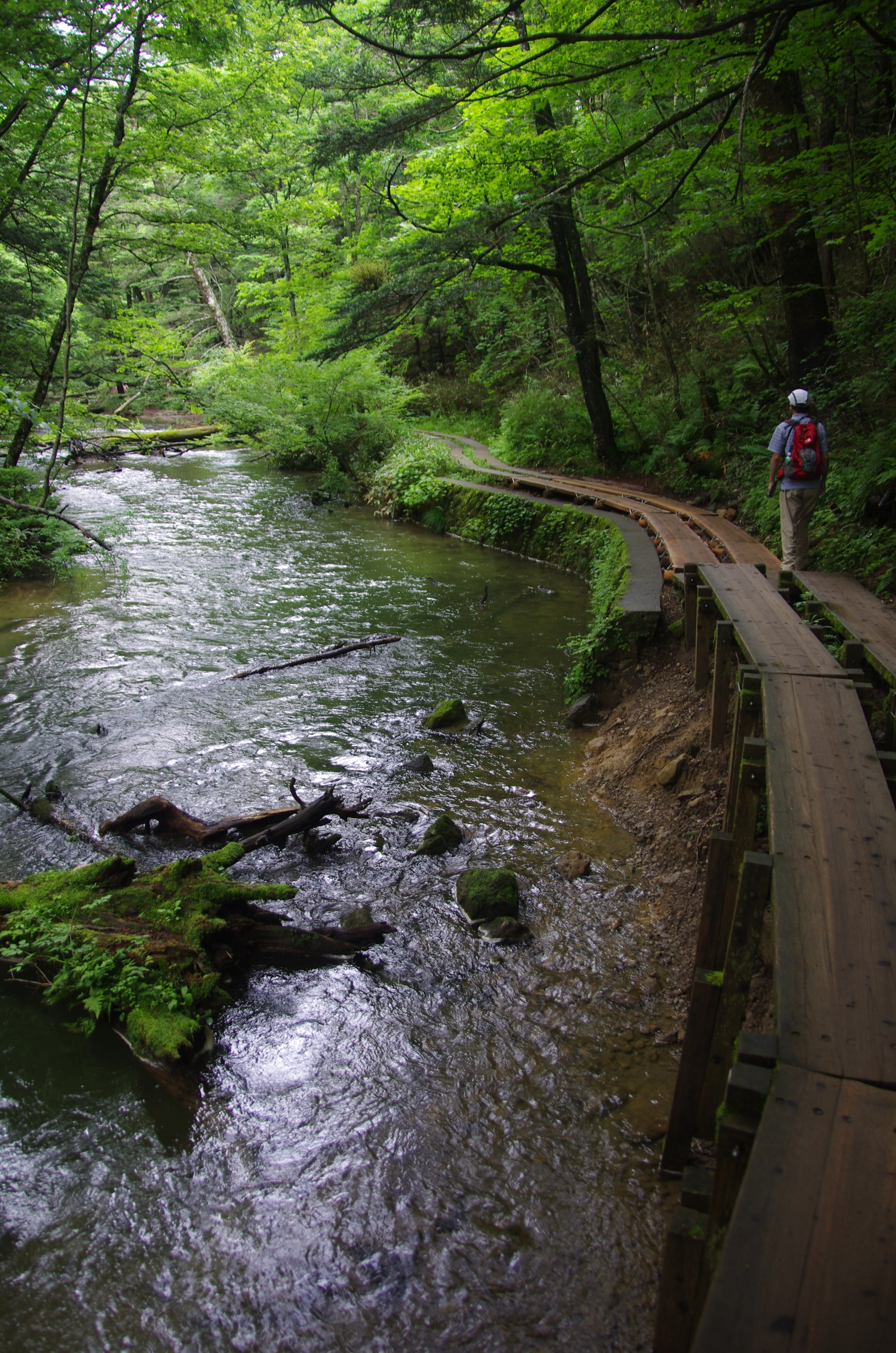
Sentier de randonnée le long de la Yu-kawa, en été.

Un sentier de découverte traverse le plateau Senjō. Orienté sud-nord, il relie les chutes Ryūzu, une section avale de la rivière Yu proche du lac Chūzenji, à la cascade Yu qui forme les premiers mètres de l'émissaire du lac Yu. Ce chemin de randonnée longe la Yu-kawa sur environ 4,7 km et a été aménagé pour faciliter la marche à pied et la découverte de la nature environnante du début du printemps jusqu'aux premières neiges hivernales. En particulier, des plates-formes d'obversation en bois offrent une vue panoramique sur l'étendue herbeuse et marécageuse et sur les volcans des monts Nikkō,. Selon le  ministère de l'Environnement, en 2015, plus de 220 000 visiteurs (total en augmentation de 3,6 % par rapport à 2011) ont franchi deux des quatre points d'entrée du site, entre la mi-mai et la mi-novembre, soit l'entrée Kōtoku au nord soit celle du marais rouge (88 % des entrées enregistrées) au sud-est. Les plus fortes affluences ont été observées pendant les mois de juin et octobre.
En période d'hiver, de décembre à mars, sur le plateau recouvert d'une épaisse couche de neige, des amateurs de sports d'hiver pratiquent le ski de randonnée ou la marche en raquettes.